# Аэроионотерапия
Аэроионотерапи́я — метод физиотерапии, основанный на воздействии аэроионов — электрически заряженных частиц воздуха на организм человека.

## Методы ионизации воздуха
Для аэроионотерапии используется как естественная, так и искусственная ионизация воздуха. Естественная аэроионизация служит частью метода климатотерапии. Пациентам при этом предписывается длительное пребывание в горах, вблизи водопадов, на берегу моря во время прибоя или в других местах с чистым ионизированным воздухом. Для искусственной аэроионизации используются гидродинамические, электрические, радиоизотопные и другие ионизаторы, генерирующие главным образом отрицательно заряженные частицы. Специфическим методом искусственной ионизации является франклинизация — создание мощного потока ионов посредством электрического поля высокой напряжённости.

## Воздействие на организм
Механизм воздействия ионизированного воздуха на организм человека до сих пор не изучен в полном объёме. Предполагается, что лечебное воздействие аэроионов связано с их повышенной химической активностью. Наибольшую реакционную способность приобретают молекулы кислорода, приобретающие отрицательный заряд, и молекулы углекислого газа, получающие положительный заряд. Другой возможный путь воздействия на организм — влияние усваиваемых частиц на ионный обмен и перегруппировку ионов в организме.
По некоторым данным, эффект ионотерапии и вовсе не имеет научного подтверждения с точки зрения доказательной медицины либо имеет показанную эффективность на уровне плацебо.
Тем не менее в других современных источниках отмечается, что при контакте с организмом аэроионы оказывают непосредственное влияние на рецепторы дыхательных путей и кожи, а также способствуют изменению процессов нейрогуморальной регуляции. При этом лечебный эффект оказывается при воздействии главным образом отрицательно заряженных частиц.

## Показания к применению
Аэроионотерапия оказывает положительное влияние на организм при заболеваниях центральной нервной системы, сердечно-сосудистой и дыхательной систем, нарушениях обмена веществ. Также может отмечаться улучшение кроветворения. Длительное пребывание в природных условиях с повышенной ионизацией воздуха может иметь профилактическое значение.
Для ускорения заживления ран и оказания болеутоляющего воздействия может применяться местная искусственная аэроионотерапия. При этом струю ионизированного воздуха направляют на повреждённый участок.
При франклинизации под воздействием мощного потока аэроионов, направленных на кожные покровы или слизистые оболочки, может отмечаться явление ионофореза. Данный эффект может использоваться не только для заживления ран, но и для лечения некоторых нервных и внутренних заболеваний.

## Противопоказания
Аэроионотерапия противопоказана больным пневмонией и эмфиземой лёгких, ревматоидным полиартритом в острой фазе, ишемической болезнью сердца, постинфарктным кардиосклерозом, некоторыми органическими заболеваниями центральной нервной системы. 
Метод недопустим при повышенной чувствительности к ионизированному воздуху, беременности на всех сроках, злокачественных новообразованиях, резком общем истощении организма.
На опасность передозировки аэроионов указывал в своих работах советский и российский гигиенист М. Г. Шандала.